# Podnanos
Podnanos – wieś w Słowenii, w gminie Vipava. W 2018 roku liczyła 375 mieszkańców.